# Muntanyes de Chagai
Muntanyes de Chagai (Chagai Hills) són una cadena muntanyosa del Pakistan al nord del districte de Chagai, principalment al subtahsil de Chagai. Serralades derivades són el Hamum-i-Lora i el Koh-i-Sultan (volcànic), i a l'oest del darrer es troba com una tercera derivació, el volcà Damodin que mesura més de 3000 metres, però que estrictament no n'és part.
El seu punt més alt és el Kambran (2.640 metres) seguit del Malik Naru (2.453 metres), Malik Teznan (2.383), el Maran (2.266) i el Shaikh Husain (2131).
A la zona del pic Ras Koh els pakistanesos van fer les seves proves nuclears el 1998.